# Collegium Borromaeum Münster
Das Priesterseminar Borromaeum Münster ist die Ausbildungsstätte des römisch-katholischen Bistums Münster für Priesteramtskandidaten.

## Geschichte
Das Collegium Borromaeum in Münster wurde 1854 gegründet. Erster Rektor wurde Friedrich Michelis. Im Zuge des Kulturkampfes wurde es 1876 auf staatliche Anweisung geschlossen.
Das heutige Gebäude wurde in den Jahren von 1913 bis 1915 errichtet. In den 1920er und 1930er Jahren war es stark belegt. Um 1900 traten jährlich 50 bis 60 Seminaristen ein; Ende der 1920er und Anfang der 1930er Jahre stieg die Zahl der Eintritte auf über 80 pro Jahr, schließlich auf 110, sodass Bewerber abgewiesen werden mussten.
Durch den Bombenkrieg des Zweiten Weltkrieges wurde das Borromaeum großteils zerstört.

## Ausbildung
Die Priesterausbildung findet ergänzend zum Studium der Katholischen Theologie statt und will Bereiche der priesterlichen Ausbildung sicherstellen, die nicht Inhalt universitärer Theologie sind. Die Priesterkandidaten werden vom Regens sowie einem Team von vier geistlichen Begleitern ausgebildet.
Da die Zahl der angehenden Priester sehr rückläufig ist, gibt es derzeit nur noch wenige Männer, die sich in der Priesterausbildung des Borromaeums befinden. In den Jahren 2023 und 2024 konnte aus diesem Grund erstmals in der über 1200-jährigen Geschichte des Bistums Münster keine Priesterweihe stattfinden.
Seit 2014 leben im Borromaeum auch mehrere Studenten anderer Fächer, die den Großteil der Bewohner ausmachen. Seit 2015 gehören auch Geflüchtete (u. a. aus Syrien und der Ukraine) zur Hausgemeinschaft. Seit dem Wintersemester 2021/22 leben auch Frauen im Borromaeum. Die Hausgemeinschaft besteht momentan aus ca. 60 Studierenden.
Zu den weiteren Bistümern, die ihre Priesteramtskandidaten im Priesterseminar des Bistums Münster ausbilden lassen, zählen derzeit das Bistum Essen und das Bistum Osnabrück. Die Ausbildung nach dem Theologiestudium unmittelbar vor der Diakonen- bzw. Priesterweihe findet in Zukunft im Rahmen eines gemeinsamen Pastoralkurses in Erfurt, Hamburg und Paderborn statt, an dem die Priesteramtskandidaten von insgesamt 14 Bistümern teilnehmen.
Seit 2025 ist auch das Institut für Diakonat und pastorale Dienste (IDP), die Ausbildungsstätte für Pastoralreferenten und Diakone, im Gebäude des Borromaeum ansässig.

## Patron des Hauses
Der Name erinnert an Karl Borromäus, der als Gegenreformator in der Zeit nach dem Konzil von Trient (1545–1563) gegen die mangelnde Bildung der Priester in der römisch-katholischen Kirche auftrat, die Priesterausbildung reformierte und (neu) regelte.
Konpatronin ist Maria Immaculata. Maria ist im Giebel des Hauses mit Jesus Christus vertreten und segnet von dort aus alle, die das Haus betreten und verlassen.

## Wissenswertes
Auch im Erzbistum Freiburg gibt es eine Einrichtung unter dem Namen „Collegium Borromaeum“, welche dieselbe Funktion erfüllt.